# Siemków (Opole)
Siemków is een dorp in de Poolse woiwodschap Opole. De plaats maakt deel uit van de gemeente Prudnik.

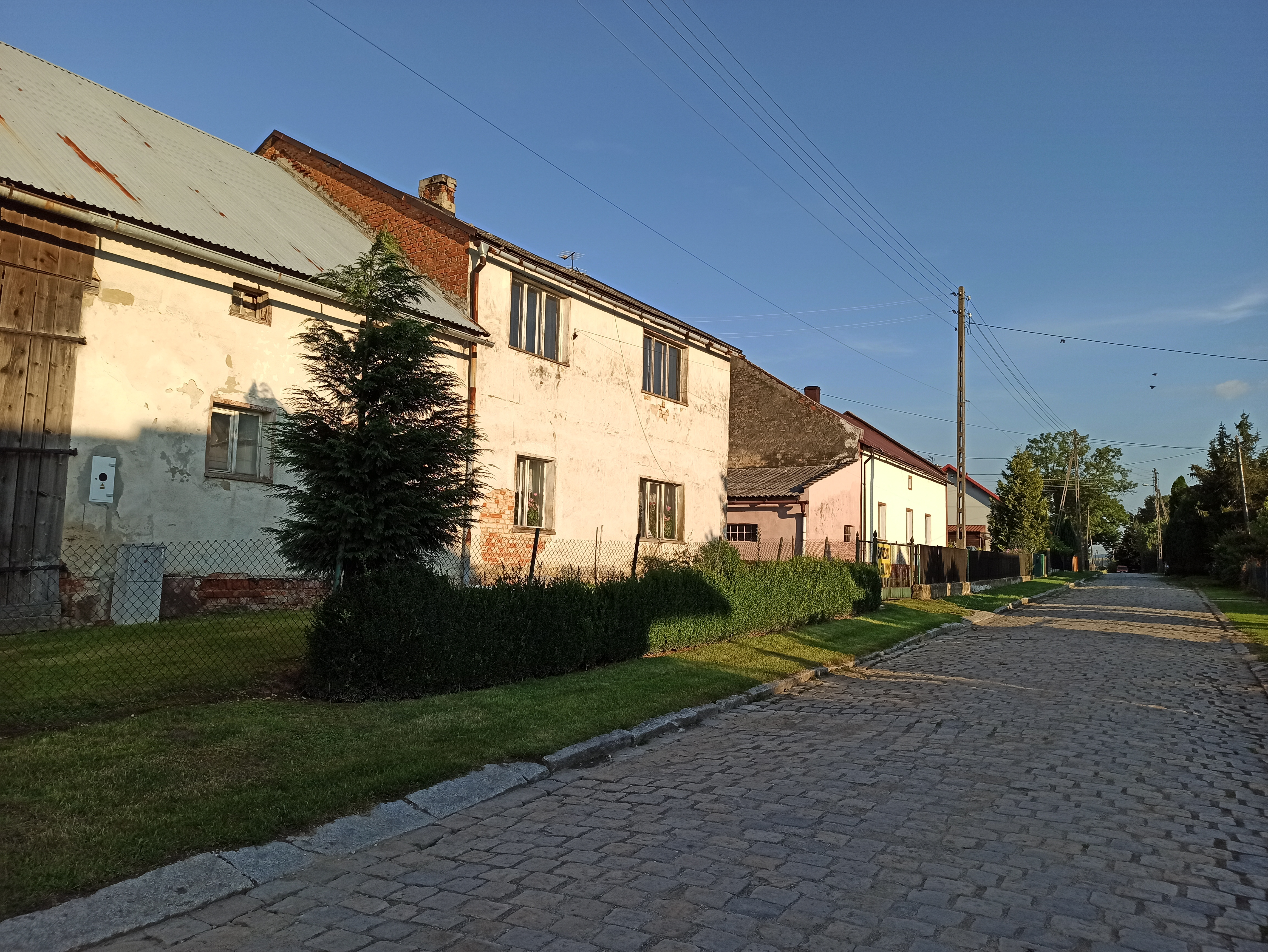